# Reserva comunal Asháninka
La Reserva comunal Asháninka es un área protegida en el Perú. Se encuentra en el flanco occidental de la Cordillera de Vilcabamba, en las regiones Junín y Cusco, en las provincia de Provincia de Satipo y La Convención respectivamente.
Fue creado el 14 de enero de 2003, mediante Decreto Supremo N.º 003-2003-AG. Tiene una extensión de 184 468,38 hectáreas. Está ubicada en el distrito de Río Tambo en la provincia de Satipo, región Junín y en el distrito de Pichari en la provincia de La Convención, región Cusco.
En el 2021 la UNESCO reconoció a la reserva comunal Asháninka como Zona Núcleo de la Reserva de Biosfera Avireri-Vraem.